# 카펠 전쟁

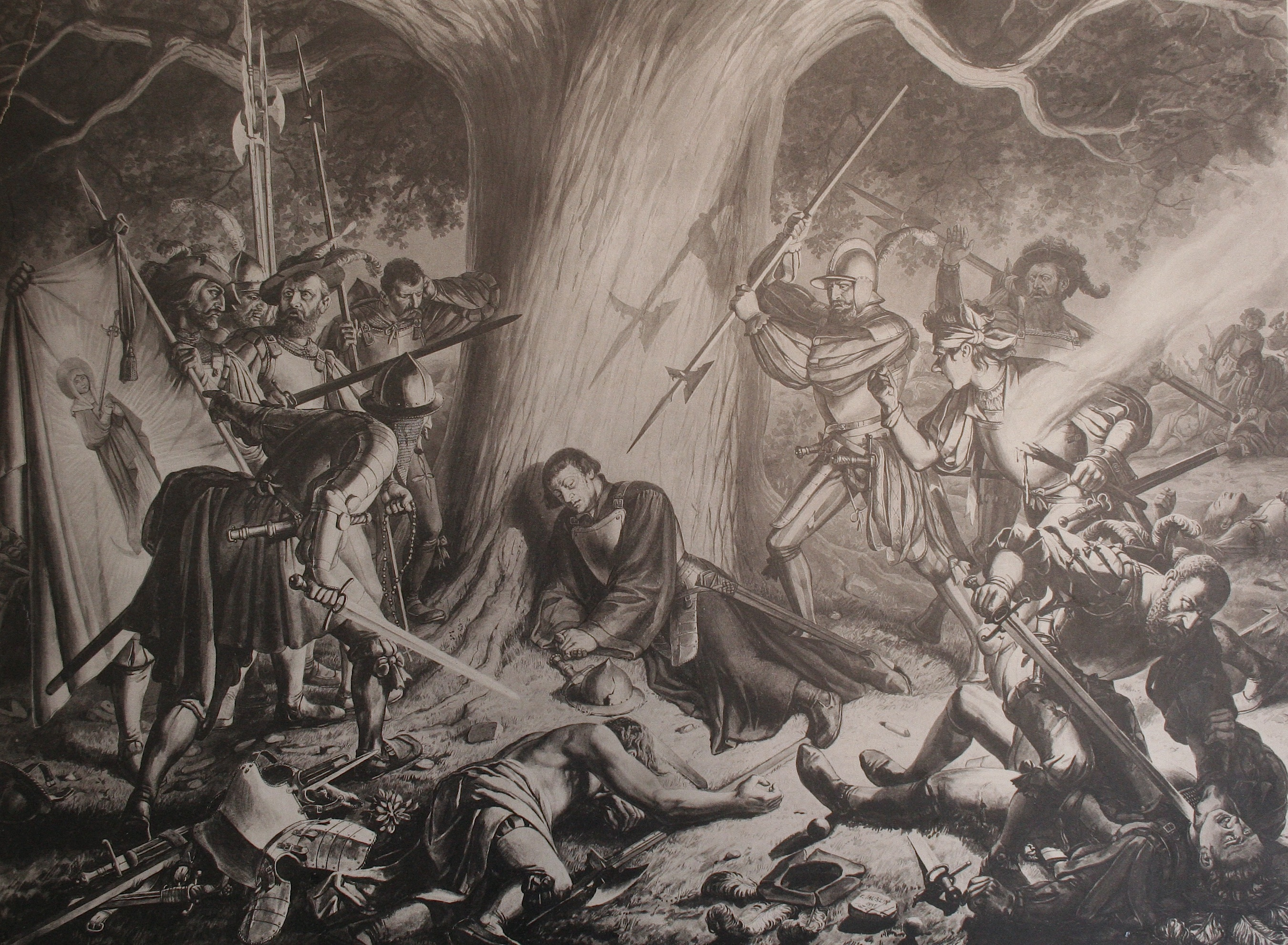
"츠빙글리의 살해", by Karl Jauslin (1842–1904).

카펠 전쟁(영어: Kappel Wars), 또는 카펠 전투는 스위스 종교개혁기에 1529년과 1531년에 일어난 개신교측과 가톨릭교회측이 맞붙은 두 차례의 전투를 말한다. 종교개혁가 울리히 츠빙글리가 이 전쟁에서 숨진 것으로 유명하다.

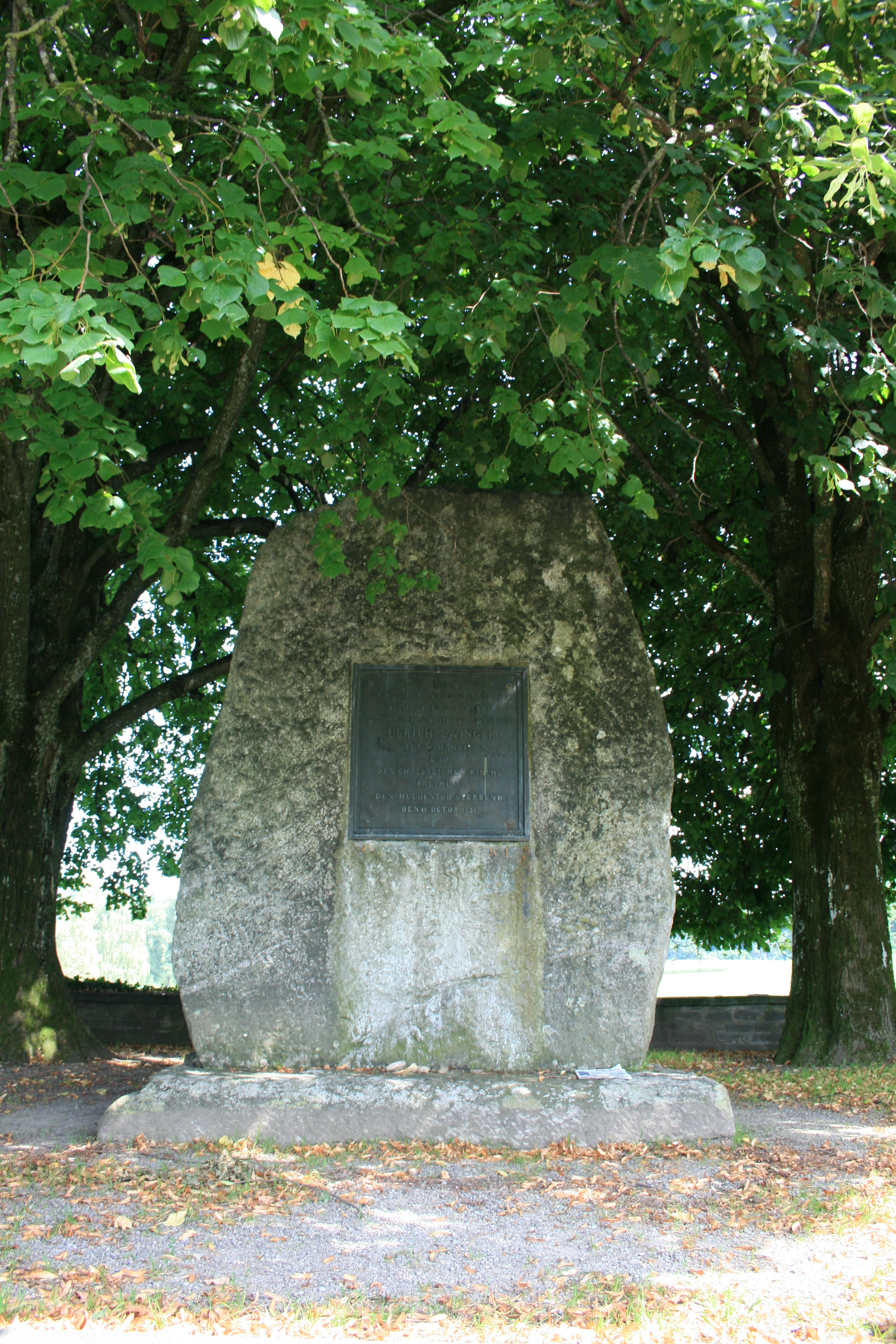
츠빙글리전사 기념비

## 개요

### 제1차 카펠 전쟁
이 전쟁의 이름은 취리히주와 추크주 사이의 접경지역에 있는 카펠 수도원에서 따온 것이다. 1529년 첫번째 전투는 루체른·우리·슈비츠·운터발덴·추크 등 스위스 연방 내 5개 가톨릭 주들이 동맹을 결성하면서 발생했다. 이들 5개 주는 취리히가 공동지배지역에 개신교가 확산되는 것을 막기 위해 오스트리아와 동맹을 맺었다. 그러자 개신교를 믿는 취리히가 가톨릭측 동맹을 공격하기 위해 원정군을 파견했다. 양측 간의 전투는 미미한 정도에서 그쳤으며 1529년 6월 26일 카펠에서 휴전이 조인되었다.
이어 가톨릭 동맹 주들이 오스트리아와의 동맹관계를 단절하고 공동지배지역에 종교적 자유를 인정하기로 하는 내용의 카펠 화약이 체결되었다.

### 제2차 카펠 전쟁
그러나 연방 내 5개 가톨릭 주들은 공동지배지역에서 사실상 개신교가 강요되고 있다고 여겨 1531년 10월 8000명의 병력으로 취리히에 공격을 감행했다. 이것이 제2차 카펠 전쟁이다.
취리히의 개신교측 군대는 그해 10월 11일 카펠 전투에서 패하였고 약 500여 명의 개신교인이 전투 중에 그리고 후퇴중에 살해되었다.
죽은 사람들 중에는 울리히 츠빙글리와 24 명의 목사들이 있었다. 이 전쟁에서 가톨릭교회 측은 큰 부상을 입고 쓰러진 츠빙글리를 발견하고 고해성사를 하라고 강요했는데 츠빙글리는 이를 거부했고 그는 시신이 4등분 되는 처참한 죽임을 당했다. 가톨릭교회측은 츠빙글리의 시체를 조각내어 불태우고, 그 재를 공중에 뿌리면서 승리를 자축하였다.
이후 스위스에서의 종교개혁 운동은 좌절상태에 들어 갔고, 재가톨릭화가 실시되었다.